# White Christmas (Süßspeise)

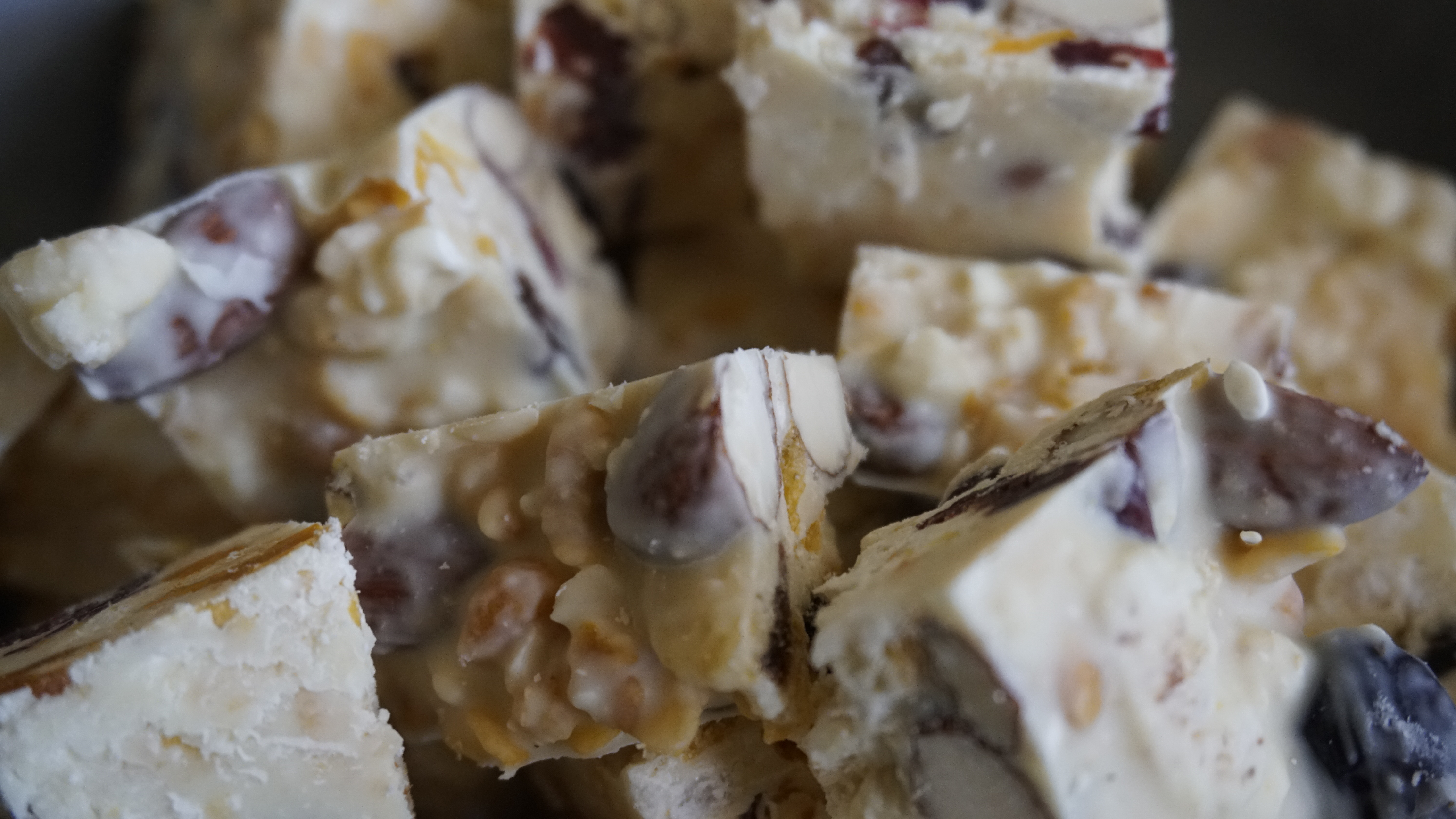
White Christmas in der Variante mit weißer Schokolade, fertig portioniert, aufgehäuft (Nahaufnahme)

White Christmas (englisch für Weiße Weihnachten) ist eine traditionelle australische Süßspeise, die speziell in der Vorweihnachts- sowie Weihnachtszeit zubereitet und verzehrt wird; ferner dient sie – dekorativ verpackt – als kleines weihnachtliches Geschenk. Hauptbestandteile sind Trockenfrüchte, Kokosraspel und bestimmte Frühstücksflocken aus Puffreis, die durch gesüßtes, abkühlendes und erstarrendes Kokosfett, seltener je nach Rezept auch weiße Schokolade, eine Bindung erhalten. Die Zubereitung ist einfach, da die Speise weder gebacken noch gekocht wird. Alle Zutaten sind gut lagerfähig, vor allem in Australien leicht verfügbar und oft ohnehin Teil der Vorratshaltung. Mit einer je nach Variante luftig-weichen bis (halb-)festen Konsistenz erinnert White Christmas an Müsliriegel und optisch an weißen Nougat.

## Hintergrund und Name
In Australien wie auf der gesamten Südhalbkugel fallen die Adventszeit und die Weihnachtstage weitgehend in den späten Frühling beziehungsweise schon in den Frühsommer. Viele Australier nutzen die gewöhnlich warmen bis heißen Feiertage bis über die Jahreswende gerne für den Sommerurlaub oder Besuche bei auch räumlich weiter entfernten Verwandten und Freunden. Die Weihnachtstage selbst verbringt man gerne mit der Familie oder Freunden bei ausgiebigen Barbecues oder beim Picknick im Freien. In der australischen Küche besteht daher ein besonderes Bedürfnis nach Speisen, vor allem weihnachtlichen Süßspeisen, die sich gut vorbereiten sowie transportieren lassen und die insbesondere durch den Verzicht auf einen Schokoladen-Überzug und Schokolade allgemein auch bei höheren Temperaturen nicht schnell schmelzen.
Der Name der Süßspeise nimmt allgemein Bezug auf das Christfest und damit die Religion oder zumindest die kulturelle Prägung vieler Einwanderer nach Australien und ihrer Nachfahren. Im Speziellen nimmt der Name Bezug auf das Wetterereignis Weiße Weihnachten, wenn also an Heiligabend, am Weihnachtstag 25. Dezember und am Zweiten Weihnachtsfeiertag (26. Dezember) oder zumindest irgendwann in dieser Zeit entweder Schnee fällt oder Schnee liegt. Für viele Australier spielt dieses Wetterereignis eine besondere Rolle: Einerseits ist es dort im Frühsommer eine extreme Ausnahme; zum anderen geht das Wetterereignis für viele eingewanderte Australier mit Erinnerung und Sehnsucht einher, wenn sie „Weiße Weihnachten“ von ihrem Herkunftsland her kennen, sie auf Reisen selbst erlebt haben oder ihre Vorfahren davon erzählen.
Eine Korrelation zwischen der Süßspeise und ihrem Namen besteht auch durch die weiße Grundfarbe: Sie resultiert aus der Verwendung von wieder erstarrtem Kokosfett sowie Milchpulver und Puderzucker, alternativ von weißer Schokolade, ferner von Kokosraspel und Puffreis; damit hebt sich White Christmas von der Mehrheit der weihnachtlichen Süßspeisen ab, die gewöhnlich gebacken und/oder mit herkömmlicher Schokolade überzogen und somit braun sind.

## Bedeutung und Entwicklung
In Australien gehört White Christmas zu den besonders beliebten, traditionellen weihnachtlichen Süßspeisen. Selbst zubereitet, wird es gerne in der eigenen Familie verzehrt, ist aber auch ein beliebtes Gastgeschenk und Präsent zum Verschicken. Dazu wird es in größere Würfel geschnitten, in Zellophan-Folie verpackt und mit bunten Bändern verziert. Mitunter wird das klassische Grundrezept als „altmodisch“ bezeichnet, weshalb ergänzend weitere Zutaten wie Pfefferminz-Essenz und weiße Schokolade vorgeschlagen werden. Weitere Modernisierungen betreffen die Verwendung von Backformen für Mini-Muffins zum Portionieren, die Nutzung des Mikrowellenofens zum Schmelzen des Kokosfetts und von aufwendigeren, moderneren, teils fertig zu kaufenden essbaren weihnachtlichen Dekorationen. Ferner gibt es spezielle Rezepte, bei denen die Masse für die Süßspeise weitgehend im Thermomix, einer Multifunktions-Küchenmaschine, zubereitet wird.
Im gewöhnlich warmen Australien wird die mit Kokosfett zubereitete, gekühlte Variante auch aus einem weiteren Grund geschätzt: Kokosfett hat einen günstigen Schmelzpunkt, so dass es auf der Zunge schmilzt. Dabei wird dem Mundraum die zum Schmelzen benötigte Energie entzogen, was als Kühle und dadurch als erfrischend wahrgenommen wird. Die Empfindung gleicht derjenigen beim Verzehr von gekühltem, pralineartigem Eiskonfekt und kann durch Zugabe von Pfefferminzessenz weiter unterstrichen werden.
Wegen der einfachen Zubereitung und traditioneller Gesichtspunkte wird White Christmas in der Variante mit reinem Kokosfett nicht industriell hergestellt und gewöhnlich nicht als Fertigprodukt verkauft. Seit Herbst 2019 bietet der Süßwarenhersteller Cadbury in Australien saisonal eine weiße Schokolade mit einer an die Süßspeise White Christmas angelehnten Füllung an. Einzelne Konditoreien und Bäckerei-Filialketten in Australien verkaufen zumindest saisonal aufwändigere, verfeinerte, mitunter besonders dekorierte Varianten von White Christmas, beispielsweise mit dünnem Überzug von weißer Schokolade.

## Verwandte Süßspeisen

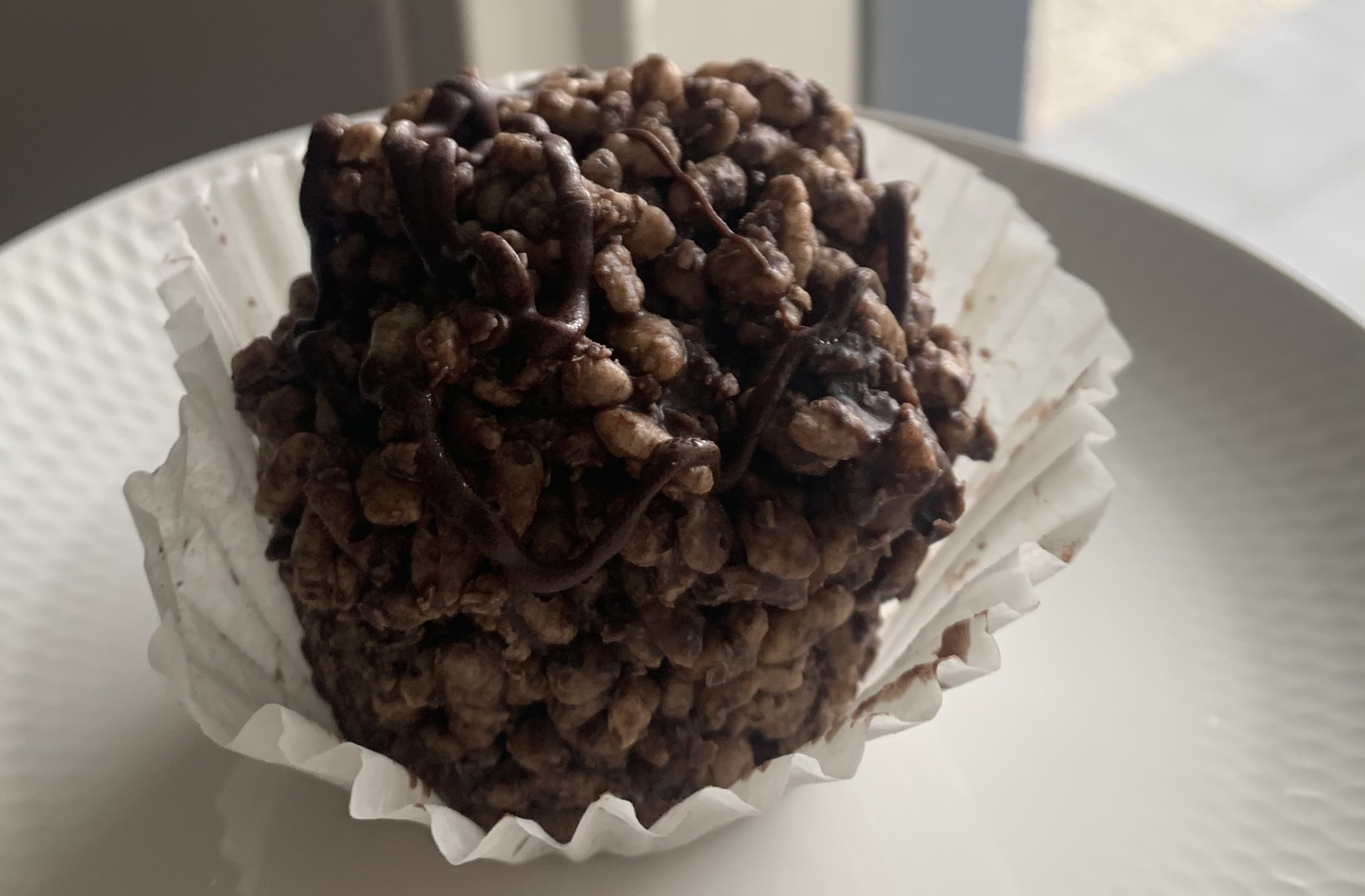
Bei der Zubereitung und den Zutaten sehr ähnlich mit White Christmas: Die traditionelle australische Süßspeise Chocolate Crackles mit Kakaopulver statt Trockenfrüchten und daher braun statt weiß-bunt

Bei der Zubereitung und den wesentlichen Zutaten stellt sich White Christmas – in der heute bekannten Form: ohne Backen – als eine Abwandlung von Chocolate Crackles dar, einer traditionellen australischen Süßspeise, deren Zubereitung und Verzehr als landestypisches „großes Vergnügen bei Kinderfeiern“ gilt. Im Unterschied zu White Christmas wird der Masse für Chocolate Crackles Kakaopulver statt Trockenfrüchten zugefügt, so dass die kleinen Portionsstücke kräftig braun statt weiß-bunt sind. Eine Grundidee beider Süßspeisen ist, mit preiswerten, gut lagerfähigen und leicht verfügbaren Zutaten süße Naschereien zu schaffen; so konnten frisch Eingewanderte sowie die in den Anfängen oft noch armen Farmer und einfachen Handwerker trotz prekärer Verhältnisse ihren Kindern an Geburts- und Feiertagen kleine Überraschungen bieten.

## Geschichte

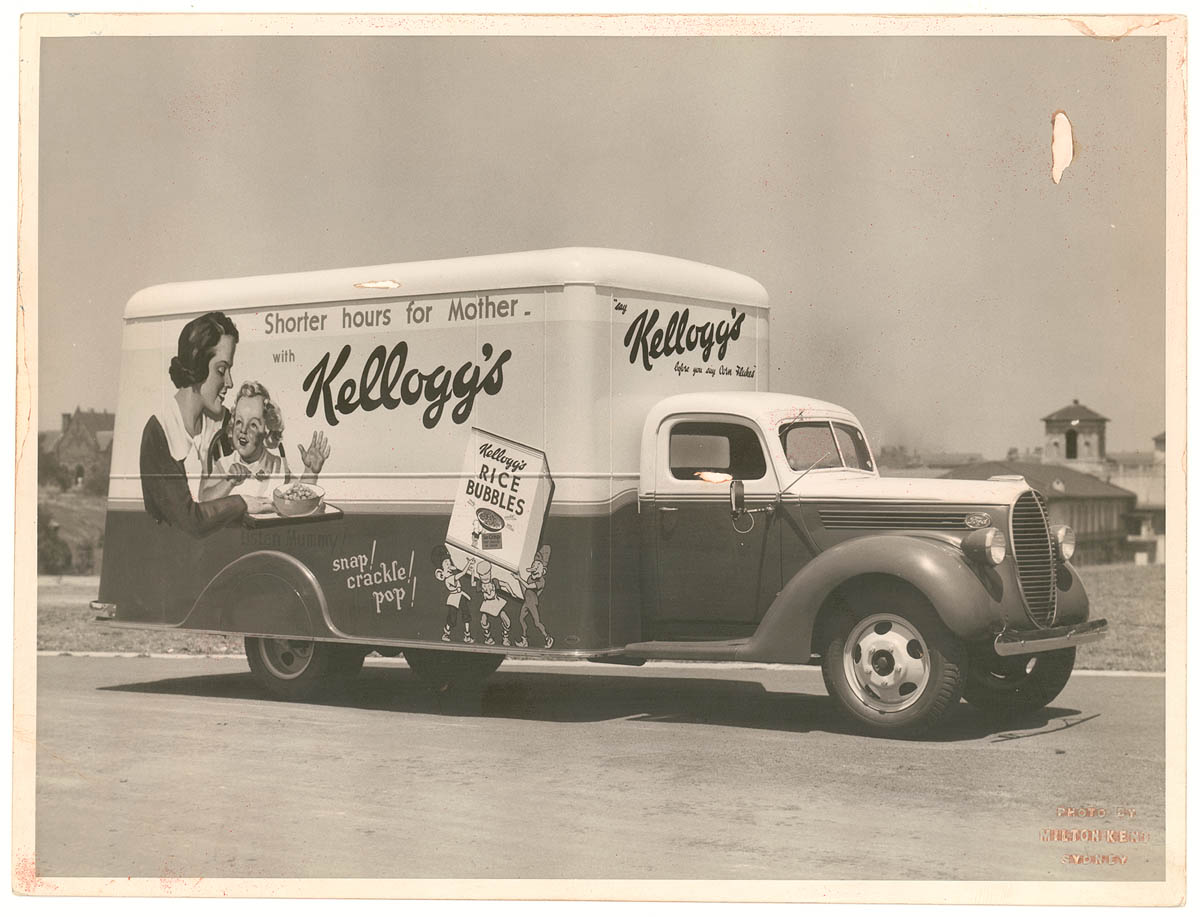
Die bei White Christmas typischerweise verwendeten Kellogg’s Rice Bubbles wurden in Australien ab den 1930er-Jahren populär: Ein Ford-Barrel-Nose-Lkw von 1938/39 mit Kellogg’s-Werbung vor der Universität von Sydney

Nicht näher bekannt ist, wann und von wem das ursprüngliche Rezept für White Christmas in seiner heute bekannten Form entwickelt beziehungsweise erstmals veröffentlicht wurde. In Australien lässt sich die Süßspeise unter diesem Namen sowie ihre große Verbreitung zumindest bis weit in das 20. Jahrhundert zurückverfolgen. Die Ursprünge könnten in den 1930er-Jahren liegen: Einerseits wurde das dafür typischerweise verwendete Kokosfett Copha 1933 entwickelt und fand rasche Verbreitung; zum anderen vermarktete Kellogg’s ab 1928 seine Rice Krispies, die in Australien und Neuseeland die markenrechtlich geschützte Bezeichnung Rice Bubbles tragen.
In Australien lässt sich die Bezeichnung White Christmas für eine Süßspeise noch über die 1930er-Jahre hinaus zurückverfolgen, zumindest bis in das späte 19. Jahrhundert: Der US-amerikanische Schriftsteller Mark Twain erwähnt sie in seinem weitgehend autobiografischen, 1897 erschienenen Reisebericht Following the Equator (More Tramps Abroad) (auf Deutsch: Dem Äquator nach). Zu dieser Zeit wurden darunter jedoch noch kleine Portionsstücke von herkömmlich gebackenem, in Rechtecke geschnittenem Christmas Cake verstanden.
Unklar ist, ob White Christmas – in seiner heute bekannten Form: ohne Backen – von einem der beiden Hersteller von Copha beziehungsweise der Rice Bubbles neu geschaffen oder eine schon vorhandene Idee nur aufgegriffen und weiter verbreitet wurde. Jedenfalls waren in der ersten Hälfte des 20. Jahrhunderts die Möglichkeiten, für ein neues Produkt zu werben, noch recht begrenzt. Beide Hersteller hatten ein großes wirtschaftliches Interesse, die Rice Bubbles als Frühstückszerealien beziehungsweise Copha als Pflanzenfett überhaupt bekannt zu machen und sodann den Kunden einen möglichst breiten Anwendungsbereich aufzuzeigen. Beide arbeiteten frühzeitig mit unterschiedlichen abwechslungsreichen Rezeptvorschlägen, die den Produkten unmittelbar als Rezeptkarten beigefügt waren oder zu Werbezwecken Zeitschriften zum Abdruck angeboten wurden. Speziell bei den Chocolate Crackles und bald darauf mit White Christmas trafen sich die Interessen beider Unternehmen und die einfache Rezeptur mit Kokosfett, Milchpulver, Puderzucker, Trockenfrüchten, Kokosraspel und Rice Bubbles fand in Australien rasche Verbreitung, zum Teil auch in Neuseeland. Noch heute (Stand: 2021) werben beide Hersteller auf ihrem jeweiligen australischen Webportal mit einem weitgehend gleichen, traditionellen White Christmas-Rezept. Viele Autoren von Kochbüchern sowie Betreiber von Webportalen zur australischen Küche griffen das traditionelle Rezept auf und veränderten es im Laufe der Jahrzehnte mehr oder weniger.
Hingegen blieb die Süßspeise in anderen Teilen der Welt, auch den kulturell ähnlich geprägten, weitgehend unbekannt. Ein maßgeblicher Grund war und ist, dass weder in Nordamerika noch dem Vereinigten Königreich ein Kokosfett oder sonstiges geschmacksneutrales und bei Zimmertemperatur ausreichend festes Pflanzenfett gebräuchlich beziehungsweise erhältlich ist.

## Zutaten
Zur Zubereitung von White Christmas genügen klassischerweise wenige Zutaten. Wesentliche Geschmacksträger sind Trockenfrüchte, Kokosraspel, Milchpulver und gesiebter Puderzucker. Eine luftig-lockere und zugleich knusprige Komponente erhält die Speise durch die Frühstücksflocken Rice Krispies (in Australien und Neuseeland: Rice Bubbles, spezieller Puffreis), wie sie insbesondere von Kellogg’s vermarktet werden. Gebunden werden diese Zutaten durch Kokosfett, das durch seine vielen gesättigten Fettsäuren beim Abkühlen wieder erstarrt; im deutschsprachigen Raum wird es insbesondere unter dem Markennamen Palmin vermarktet, in Australien als Copha und in Neuseeland als Kremelta. Als Verzierung dienen insbesondere Belegkirschen oder zurückbehaltene Trockenfrüchte.
Das für White Christmas in Australien üblicherweise genutzte Copha ist ein reines Pflanzenfett aus über 99 % Kokosöl und unter 1 % Soja-Lecithin, enthält also kein Palmöl, ist geschmacksneutral und bleibt bei Temperaturen bis 36 Grad Celsius fest. Es wurde 1933 entwickelt und fand schnelle Verbreitung zum Backen und Braten, aber auch für verschiedene Süßspeisen, bei denen ein Verfestigen bei Zimmertemperaturen oder im Kühlschrank erwünscht ist. Im deutschsprachigen Raum und weiten Teilen Kontinentaleuropas ist vergleichbares Kokosfett erhältlich, insbesondere unter dem seit 1894 bekannten Namen Palmin Kokosfett; benötigt wird ein reines Kokosfett, das geschmacksneutral sowie bei Zimmertemperaturen fest ist und für traditionelle Süßspeisen wie beispielsweise Kalter Hund verwendet wird.
Die für White Christmas in Australien typischerweise genutzten Rice Bubbles von Kellogg’s sind Frühstückscerealien, die zu den gepufften Lebensmitteln gehören. Sie bestehen weitgehend aus Reis unter Zugabe von Zucker, Speisesalz, Malz-Aroma, Vitaminen und Mineralstoffen. Außerhalb von Australien und Neuseeland werden sie als Rice Krispies vermarktet. Im Sortiment deutscher Supermärkte sind sie inzwischen selten geworden und durch weiter verarbeitete, teurere Produkte ersetzt. Alternativen sind der Bezug aus Nachbarländern oder der Rückgriff auf andere Puffreis-Produkte, wie sie auch in Reformhäusern und Naturkostläden erhältlich sind, auch können fein zerbröckelte Reiswaffeln genutzt werden.
Je nach Rezept können die Zutaten und ihre Anteile variieren: Statt fertig gemischter Trockenfrüchte werden mitunter nur Sultaninen (hell, kernlos), Rosinen (dunkler, mit weichen Kernen), Korinthen (dunkel, kleinbeerig, mit und ohne Kernen), Craisins (getrocknete Cranberrys), rote und/oder grüne Belegkirschen, einzelne Sorten getrockneter, auch exotischer Früchte (in kleinen Würfeln oder Stücken) oder eine selbst bereitete Mischung daraus verwendet. Statt ausschließlich Kokosraspel können ergänzend auch andere Nüsse wie Hasel-, Macadamia- oder Walnüsse oder eine Mischung daraus genutzt werden, auch Pistazien oder Mandelkerne. Das geschmolzene Kokosfett sowie Milchpulver und Puderzucker können ganz oder teilweise durch geschmolzene weiße Schokolade als Bindemittel ersetzt werden. Durch Letzteres gewinnt man über die Kakaobutter zusätzlich einen Schokoladengeschmack, es geht jedoch das für gekühltes Kokosfett typische Gefühl der Kühle und Frische verloren, wenn es auf der Zunge schmilzt.

## Zubereitung

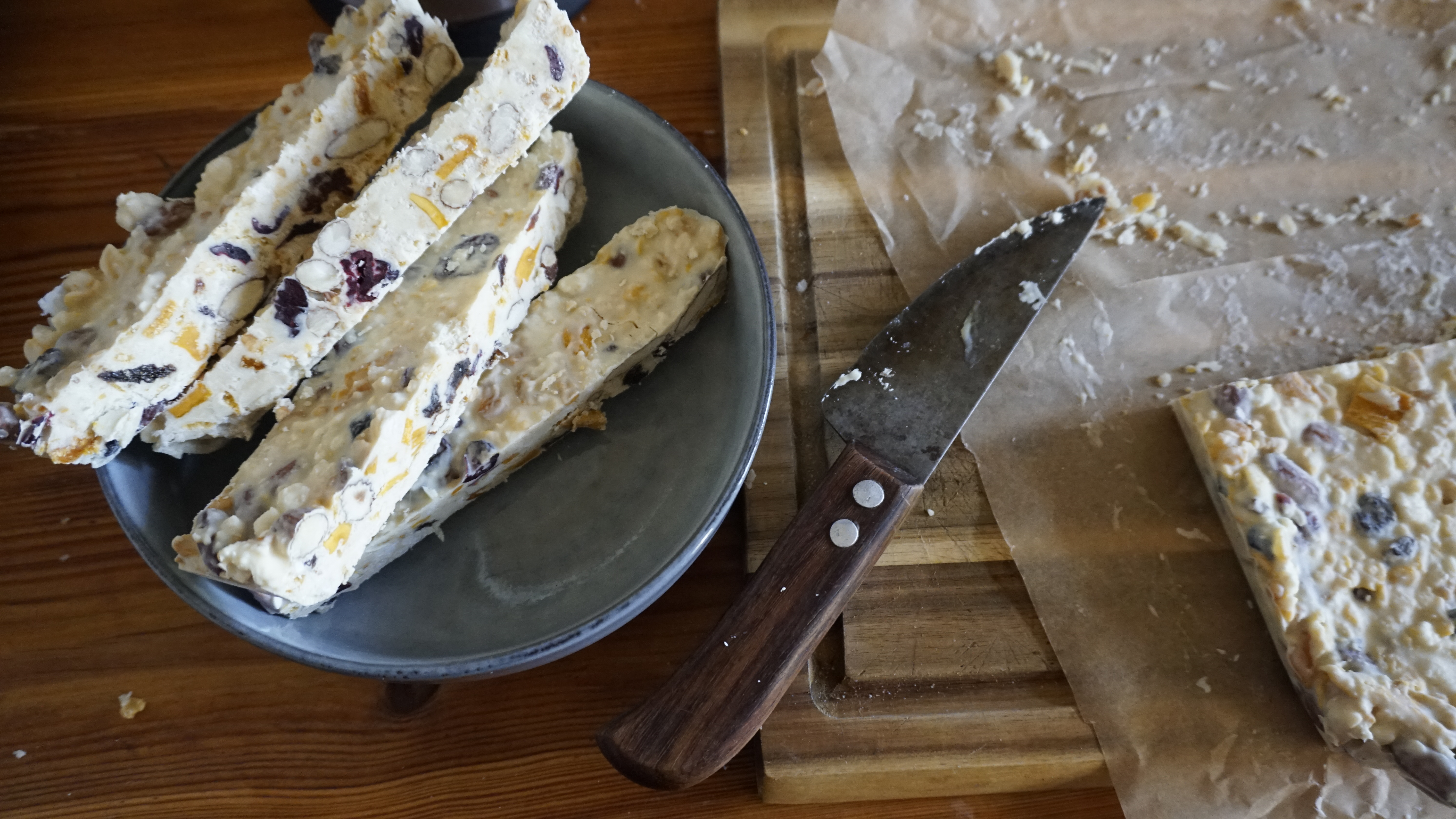
Variante mit weißer Schokolade, bereits verfestigt und teilweise in Streifen geschnitten

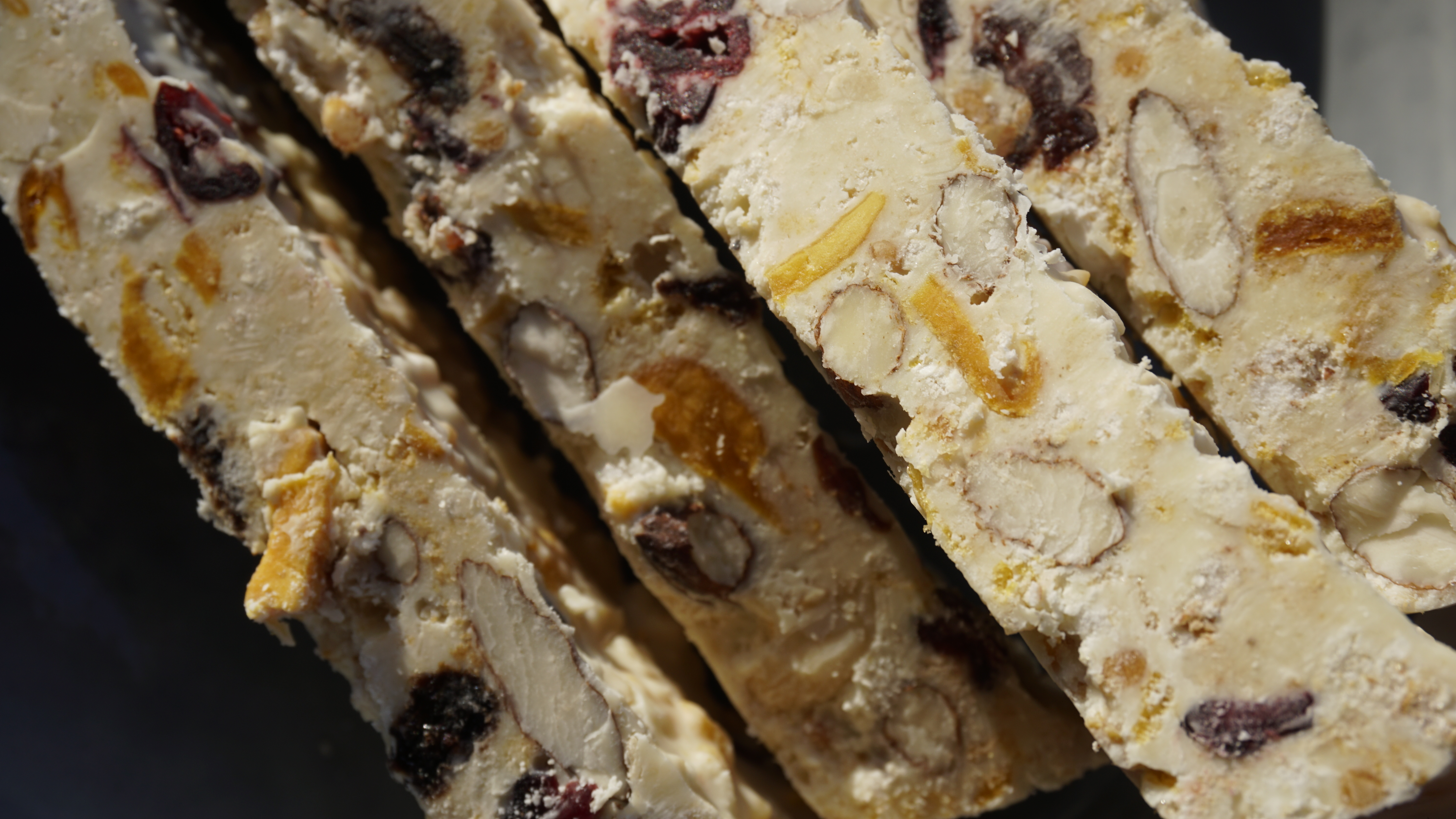
Detailaufnahme der fertigen, geschnittenen Streifen; gut sichtbar: die gleichmäßige Verteilung von Trockenfrüchten, Kokosraspel und Nüssen sowie gepufftem Reis in einer wieder verfestigten Fett-/Schokoladenmasse

Die Herstellung von White Christmas ist leicht und erfordert bei klassischen Rezepten nur etwa 15 Minuten Arbeitszeit; hinzu kommt eine Wartezeit von zumindest etwa 15 Minuten, bis die Masse durchgekühlt und verfestigt ist. Bei dem klassischen Rezept müssen die Zutaten nicht abgewogen werden; die trockenen Zutaten werden einfach mit einer Tasse abgemessen, beim Kokosfett entspricht die benötigte Menge einer herkömmlichen kleinen Packung (250 Gramm).
Zunächst werden alle trockenen Zutaten in einer großen, ausreichend hitzebeständigen Schüssel vermengt. Das Kokosfett wird bei niedriger Hitze in einem Topf auf dem Herd langsam geschmolzen; danach lässt man es etwas abkühlen, schüttet es noch flüssig über die trockenen Zutaten und vermengt alles gründlich mit einem Rührlöffel. Normalerweise wird die Masse ausreichend dick in eine hitze- und kältebeständige, am besten mit Backpapier ausgekleidete rechteckige (Back-)Form gefüllt und glattgestrichen; alternativ kann die Masse mit einem Löffel unter schnellem Arbeiten in kleinen Portionen in Papierförmchen gefüllt werden. Abschließend muss sich die Masse verfestigen. Am schnellsten gelingt dies mit etwa 15 Minuten im Gefrierfach. Sofern man die Masse am Stück hat abkühlen lassen, wird sie in Portionsstücke geschnitten (fingerlange Stücke oder Würfel) und abschließend mit Belegkirschen dekoriert.
Bei aufwendigeren Rezepten kann sich die Arbeitszeit, insbesondere beim Portionieren und Dekorieren, auf etwa 30 bis 45 Minuten verlängern; umgekehrt kann die Abkühlzeit durch Frosten in kleineren Portionen oder durch Untermischen von schokoladehaltigen Zutaten auf etwa fünf bis zehn Minuten reduziert werden. Die fertige Masse kann man alternativ über mehrere Stunden beziehungsweise über Nacht im Kühlschrank fest werden lassen; das die Bindung gebende Kokosfett beziehungsweise die weiße Schokolade sollte dazu beim Rühren bereits hinreichend abgekühlt und die Masse schon hinreichend fest sein, um sicherzustellen, dass sich die abkühlende, ursprünglich flüssige Zutat während der längeren Kühlphase nicht absetzt.
Die gewöhnlichen Mengenangaben in den Rezepten ergeben üblicherweise etwa 24 größere bis 48 kleinere Stücke.

## Haltbarkeit, Aufbewahrung und Servieren

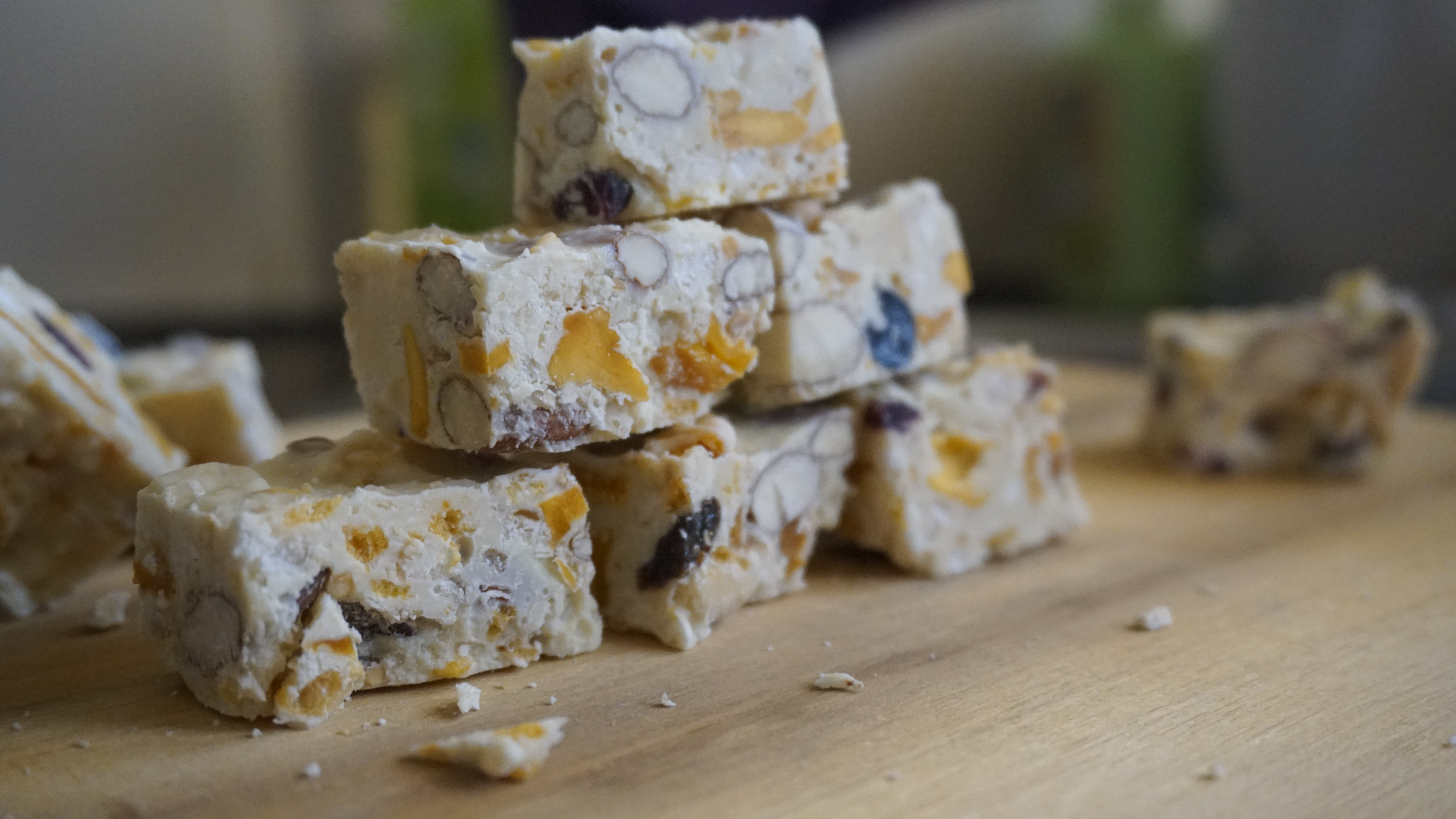
Fertige Würfel, aufgeschichtet

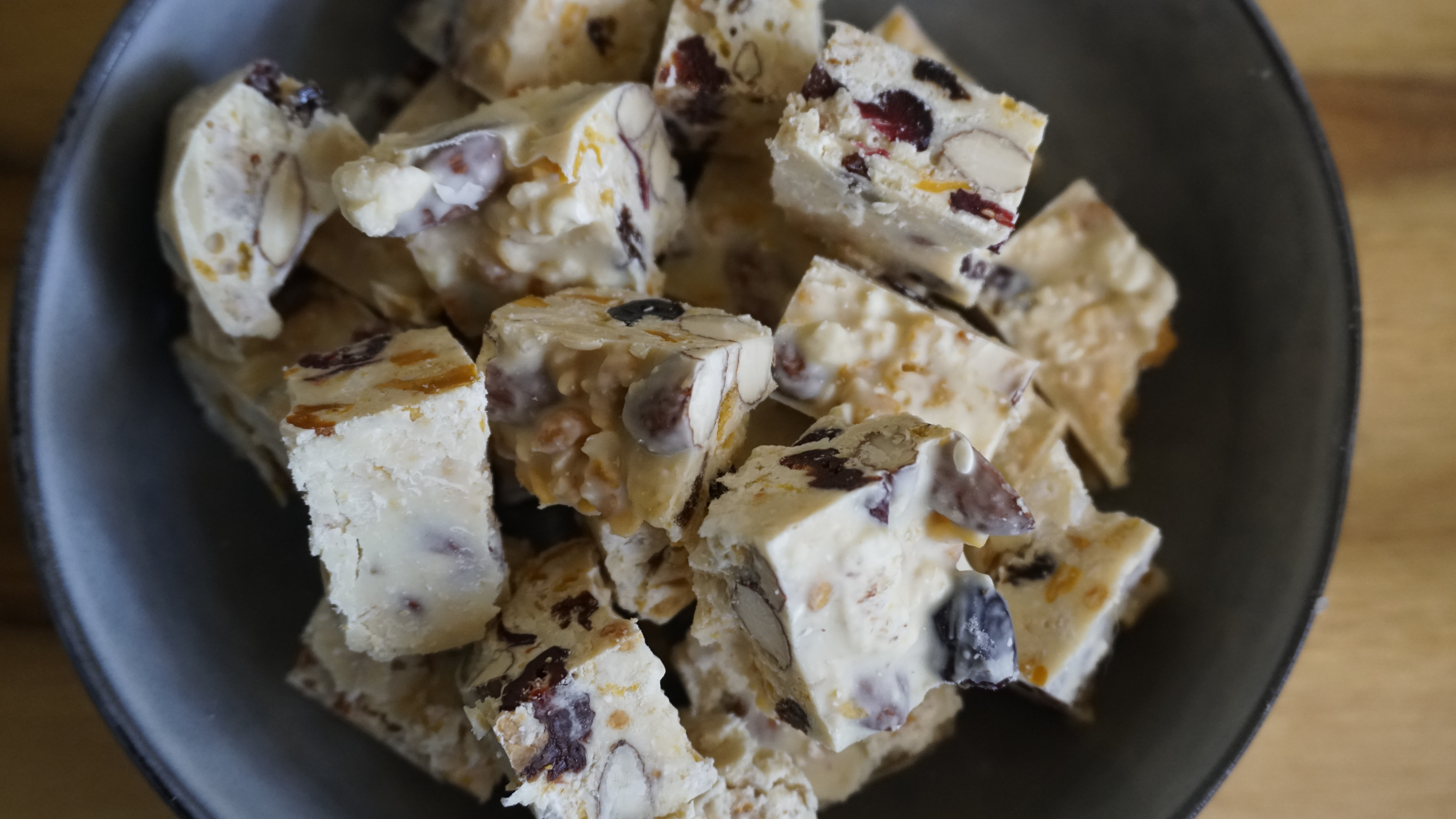
White Christmas bereit zum Verzehr, angerichtet in einer Schüssel

Die zubereitete Süßspeise lässt sich gut im Kühlschrank aufbewahren; luftdicht verpackt hält sie sich dort für zwei bis drei Wochen. Im Tiefkühlfach ist sie bis zu sechs Monate lang haltbar und kann gut im Kühlschrank wieder aufgetaut werden. Sie wird in der Regel gekühlt serviert, wodurch bei der Variante mit Kokosfett das Gefühl der Frische verstärkt wird, wenn die Masse während des Kauens auf der Zunge schmilzt. Typischerweise werden die Stücke dekorativ auf einem Teller oder einer Platte aufgeschichtet und als Fingerfood gegessen.

## Varianten
- White Christmas mit weißer Schokolade: Hierbei ersetzt weiße Schokolade die traditionellen Bestandteile Kokosfett, Milchpulver und Puderzucker.[4][13]
- White Christmas Minty Treats: eine aufwendigere, verfeinerte Variante, zusätzlich mit White Chocolate Chips, feingehackten Marshmallows, Pfefferminzessenz und umfangreicherer Dekoration mit Bitterschokolade, grob gehackter Zuckerstange, Liebesperlen und essbaren Weihnachtsmotiven.[5]
- White Chocolate Christmas mit Craisins (getrockneten Cranberrys) und Pistazien: eine knusprigere Variante mit getrockneten Cranberrys anstelle der gemischten Trockenfrüchte, zusätzlich mit gehackten, gerösteten Pistazien und White Chocolate Chips sowie einer Teil-Glasur aus Bitterschokolade.[6]
- White Christmas aus dem Thermomix (Multifunktions-Küchenmaschine): Kokosfett, Milchpulver und Puderzucker werden hierbei durch weiße Schokolade ersetzt, statt fertig gemischter Trockenfrüchte werden getrocknete Aprikosen (für gelbe Akzente) und wahlweise Belegkirschen oder getrocknete Cranberrys (für rote Akzente) eingearbeitet, ferner als knusprige und weiche Komponenten zusätzlich Macadamia-Nüsse, Pistazien, Lokum (Turkish Delight) und Marshmallows; wesentliche Arbeitsschritte werden mit der Multifunktions-Küchenmaschine ausgeführt.[7]
- Weitere Varianten, die zum Teil nur den Namen und optische Details übernehmen, sind beispielsweise: White Christmas-Pavlova,[14] White Christmas Cheesecake,[15] White Christmas Truffle Cake,[16] White Christmas Ice-Cream Sandwiches[17] und als Cocktail White Christmas Mojito.[18]

## Thematisierung in der Literatur
- Mark Twain erwähnt die Süßspeise White Christmas in seinem 1897 erschienenen Reisebericht Following the Equator. Auf den Seiten 212 und 213 der Erstausgabe schildert er eine Geschichte, die er in Australien von einer Mrs. Praed übernommen hat. Darin erschleicht sich ein weißer Siedler zu Weihnachten das Vertrauen der benachbarten Aborigines unter Bezug auf seinen christlichen Glauben. Die Ureinwohner nehmen die ihnen angebotenen süßen Stücke an und verzehren sie, ehe sie erkennen müssen, dass der Siedler die Speise mit einer tödlichen Dosis Arsen versetzt hat, um sich kampflos deren Clangebiet anzueignen. Die schriftliche Schilderung wird durch eine zeitgenössische Illustration ergänzt, die den Titel The Usual Spirit trägt und von dem US-amerikanischen Illustrator, Autor und Mitbegründer der Pfadfinderbewegung Daniel Carter Beard (1850–1941) stammt. Sie zeigt den Siedler, der inmitten der sterbenden und bereits toten Ureinwohner steht und seine Überlegenheit genießt, während seiner Tabakpfeife in Form von Rauch eine zynische Bemerkung entweicht und ein Engel in seinem Rücken anklagend auf ihn zeigt. Der Sozialwissenschaftler und Autor Frédéric Dumas greift Twains Geschichte und Bairds Illustration in seiner Abhandlung Novel Myths for a White Australasia auf.[12]
- In seinem Buch Full Bore geht der australische Schauspieler und Autor William McInnes auf verschiedene ältere Kochbücher und Rezepte ein, auf die er beiläufig gestoßen ist: Zwischen Hinweisen, welche Körperstellen man nach dem Schneiden von scharfen Chilis tunlichst nicht mit den Fingern reiben sollte, und Rezeptvorschlägen für das Frühstücksfleisch der Marke Spam äußert er sich zu der Süßspeise White Christmas; er findet ein altes Rezept mit der handschriftlichen Notiz „NEVER AGAIN“ („NIE WIEDER“) samt roten Ausrufezeichen nach jeder Erwähnung von Copha und erinnert sich an die Süßspeise als „schrecklich“. Schon in den beiden vorausgegangenen Kapiteln „Snap, Crackle and Pop, Part I“ und „Part II“, eine Wiedergabe des klassischen Werbespruchs zu Kellogg’s Rice Bubbles, greift er humoristisch Jugenderinnerungen und australische Frühstücksgewohnheiten auf.[19]